# Qudeng
Qudeng (kinesiska: 曲登, 曲登乡) är en socken i Kina. Den ligger i provinsen Sichuan, i den sydvästra delen av landet, omkring 410 kilometer väster om provinshuvudstaden Chengdu. Antalet invånare är 3427. Befolkningen består av 1 636 kvinnor och 1 791 män. Barn under 15 år utgör 28,0 %, vuxna 15-64 år 66 %, och äldre över 65 år 5,0 %.
Genomsnittlig årsnederbörd är 712 millimeter. Den regnigaste månaden är juli, med i genomsnitt 164 mm nederbörd, och den torraste är november, med 2 mm nederbörd.